# P̧
Cette page contient des caractères spéciaux ou non latins. S’ils s’affichent mal (▯, ?, etc.), consultez la page d’aide Unicode.
P̧ (minuscule : p̧), appelé P cédille, est une lettre additionnelle utilisée dans l’écriture du nenets dans les années 1930.
Elle est formée d'un P diacrité par une cédille.

## Utilisation
Le p cédille ‹ p̧ › a été utilisé dans l’orthographe nenets utilisant l’Alphabet nordique unifié dans les années 1930.
Le site Languagegeek.com attribue l’utilisation du p cédille ‹ p̧ › à l’orthographe lakota de Riggs 1852, cependant celui-ci utilise plutôt le p point souscrit ‹ p̣ ›.

## Représentations informatiques
Le P cédille peut être représenté avec les caractères Unicode suivants :
- décomposé et normalisé (latin de base, diacritiques) :

| formes    | représentations | chaînes de caractères | points de code | descriptions                                  |
| --------- | --------------- | --------------------- | -------------- | --------------------------------------------- |
| capitale  | P̧               | P◌̧                    | U+0050 U+0327  | lettre majuscule latine p diacritique cédille |
| minuscule | p̧               | p◌̧                    | U+0070 U+0327  | lettre minuscule latine p diacritique cédille |

## Sources
- (en) Marina Lyublinskaya, « A Nenets vocabulary from the archive of Vladimir Evladov in Salekhard », ESUKA – JEFUL, vol. 11, no 2,‎ 2020, p. 191-247 (DOI 10.12697/jeful.2020.11.2.08)
- (en) Stephen Return Riggs, Grammar and dictionary of the Dakota language, Washington, Smithsonian Institution, 1852 (lire en ligne)